# 唐世堯
唐世堯（1560年—？），字見甫，號覲栢，廣西平樂府平樂縣人，明朝政治人物。

## 生平
萬曆十三年（1585年）乙酉科廣西鄉試一名，萬曆十四年（1586年）聯捷丙戌科會試三百二十七名，登三甲第二十一名。兵部观政，本年六月任浙江寧波府推官。十八年四月升吏部稽勲司主事，十二月調验封司，十九年正月調考功司，二月調文选司，五月主考廣東鄉試，二十年正月革职为民。

## 家族
曾祖唐友鵬；祖父唐淮，曾任訓導；父唐應庠，曾任省祭官。母尹氏。具庆下。